# Benjamín Aceval
Benjamín Aceval Marín (Asunción, 30 de diciembre de 1845 - id. 25 de julio de 1900) fue un diplomático, educador y estadista paraguayo. Pasó la mayor parte de su juventud en Argentina, donde terminó sus estudios de derecho en 1873. En 1874 fue ministro de justicia en el gobierno de Juan Bautista Gill.
Desde 1877 hasta marzo de 1879, fue ministro plenipotenciario en misión especial en Washington D. C. y representó al gobierno de Higinio Uriarte en la disputa del Chaco Boreal con Argentina, luego de la Guerra de la Triple Alianza, con el presidente de los Estados Unidos Rutherford B. Hayes. En su arbitraje, Hayes otorgó la región a Paraguay.
Desde marzo de 1879 hasta 1886 fue rector del Colegio Nacional de la Capital Gral. Bernardino Caballero.
En 1886, fue ministro de Relaciones Exteriores en el gobierno de Patricio Escobar.
El 16 de febrero de 1887 negoció con el plenipotenciario boliviano Isaac Tamayo (padre del poeta y político boliviano Franz Tamayo) el abortado Tratado Aceval-Tamayo.
Murió debido a una epidemia de peste bubónica que golpeó a Asunción.
Benjamín Aceval, un pueblo en el Departamento de Presidente Hayes en Paraguay, fue nombrado en su honor.

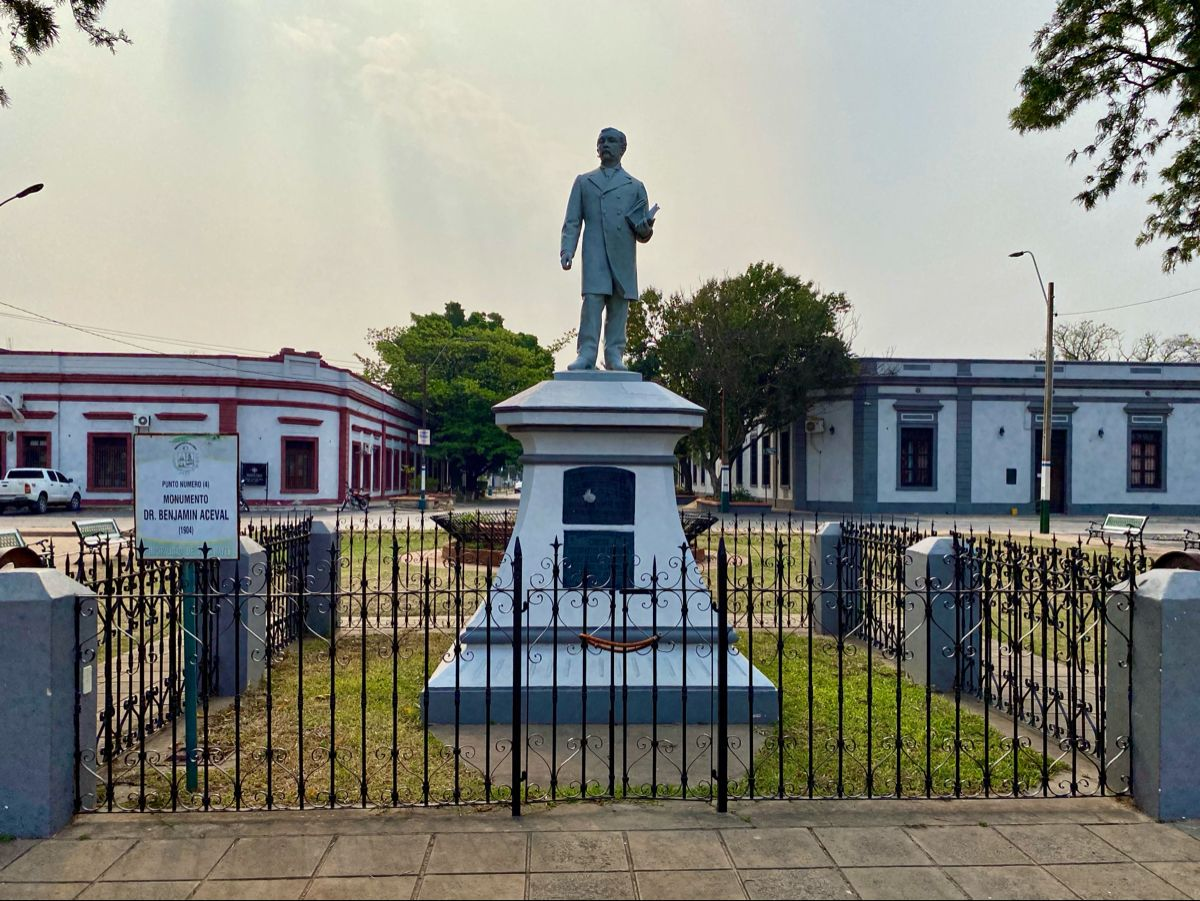
Monumento a Benjamín Aceval en la ciudad de Villa Hayes.